# Новоласпа
Новоласпа (укр. Новоласпа) — село на Украине, находится в Тельмановском районе Донецкой области. С 2014 года населённый пункт контролируется самопровозглашённой Донецкой Народной Республикой.

## География
К западу от села проходит линия разграничения сил в Донбассе (см. Второе минское соглашение).

### Соседние населённые пункты по странам света

#### Под контролем ВСУ
СЗ: Богдановка, Новогнатовка
ЮЗ: Старогнатовка, Новогригоровка

#### Под контролем ДНР
Ю: Белая Каменка, Старомарьевка
С: Петровское, Стыла
СВ: Раздольное, Василевка, Родниково, Кипучая Криница
В: Староласпа, Солнцево, Новомихайловка
ЮВ: Красный Октябрь, Первомайское

## Общие сведения
Код КОАТУУ — 1424887103. Почтовый индекс — 87112. Телефонный код — 6279.

## Население
Население по переписи 2001 года составляло 379 человек.

## Адрес местного совета
87111, Донецкая область, Тельмановский р-н, с.Староласпа, ул.Ленина, 46